# CHL Player of the Year

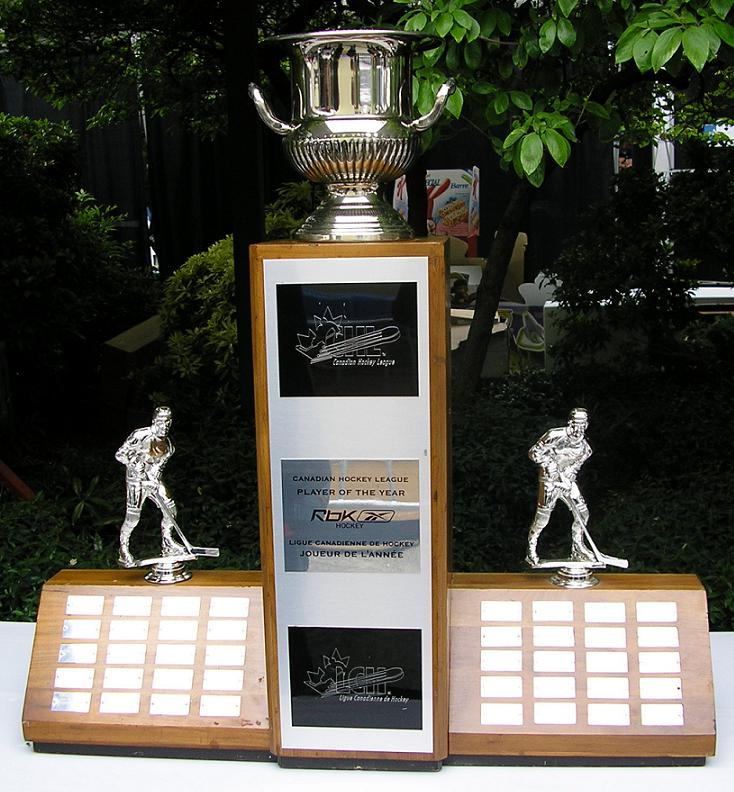
Die Trophäe für den CHL Player of the Year

Der CHL Player of the Year Award wird jährlich von der Canadian Hockey League an den besten Spieler der drei großen kanadischen Juniorenligen vergeben. Zur Wahl stehen der Gewinner der Red Tilson Trophy (MVP der Ontario Hockey League), der Trophée Michel Brière (MVP der Ligue de hockey junior majeur du Québec) und der Four Broncos Memorial Trophy (MVP der Western Hockey League).

## Preisträger
| Jahr    | Spieler              | Team                         | Liga           |
| ------- | -------------------- | ---------------------------- | -------------- |
| 2024/25 | Gavin McKenna        | Medicine Hat Tigers          | WHL            |
| 2023/24 | Jagger Firkus        | Moose Jaw Warriors           | WHL            |
| 2022/23 | Connor Bedard        | Regina Pats                  | WHL            |
| 2021/22 | Logan Stankoven      | Kamloops Blazers             | WHL            |
| 2020/21 | nicht vergeben       | nicht vergeben               | nicht vergeben |
| 2019/20 | Alexis Lafrenière    | Rimouski Océanic             | QMJHL          |
| 2018/19 | Alexis Lafrenière    | Rimouski Océanic             | QMJHL          |
| 2017/18 | Alex Barré-Boulet    | Blainville-Boisbriand Armada | QMJHL          |
| 2016/17 | Alex DeBrincat       | Erie Otters                  | OHL            |
| 2015/16 | Mitchell Marner      | London Knights               | OHL            |
| 2014/15 | Connor McDavid       | Erie Otters                  | OHL            |
| 2013/14 | Anthony Mantha       | Foreurs de Val-d’Or          | QMJHL          |
| 2012/13 | Jonathan Drouin      | Halifax Mooseheads           | QMJHL          |
| 2011/12 | Brendan Shinnimin    | Tri-City Americans           | WHL            |
| 2010/11 | Ryan Ellis           | Windsor Spitfires            | OHL            |
| 2009/10 | Jordan Eberle        | Regina Pats                  | WHL            |
| 2008/09 | Cody Hodgson         | Brampton Battalion           | OHL            |
| 2007/08 | Justin Azevedo       | Kitchener Rangers            | OHL            |
| 2006/07 | John Tavares         | Oshawa Generals              | OHL            |
| 2005/06 | Alexander Radulow    | Remparts de Québec           | QMJHL          |
| 2004/05 | Sidney Crosby        | Océanic de Rimouski          | QMJHL          |
| 2003/04 | Sidney Crosby        | Océanic de Rimouski          | QMJHL          |
| 2002/03 | Corey Locke          | Ottawa 67’s                  | OHL            |
| 2001/02 | Pierre-Marc Bouchard | Saguenéens de Chicoutimi     | QMJHL          |
| 2000/01 | Simon Gamache        | Foreurs de Val-d’Or          | QMJHL          |
| 1999/00 | Brad Richards        | Océanic de Rimouski          | QMJHL          |
| 1998/99 | Brian Campbell       | Ottawa 67’s                  | OHL            |
| 1997/98 | Serhij Warlamow      | Swift Current Broncos        | WHL            |
| 1996/97 | Alyn McCauley        | Ottawa 67’s                  | OHL            |
| 1995/96 | Christian Dubé       | Sherbrooke Castors           | QMJHL          |
| 1994/95 | David Ling           | Kingston Frontenacs          | OHL            |
| 1993/94 | Jason Allison        | London Knights               | OHL            |
| 1992/93 | Pat Peake            | Detroit Junior Red Wings     | OHL            |
| 1991/92 | Charles Poulin       | Laser de Saint-Hyacinthe     | QMJHL          |
| 1990/91 | Eric Lindros         | Oshawa Generals              | OHL            |
| 1989/90 | Mike Ricci           | Peterborough Petes           | OHL            |
| 1988/89 | Bryan Fogarty        | Niagara Falls Thunder        | OHL            |
| 1987/88 | Joe Sakic            | Swift Current Broncos        | WHL            |
| 1986/87 | Rob Brown            | Kamloops Blazers             | WHL            |
| 1985/86 | Luc Robitaille       | Hull Qlympiques              | QMJHL          |
| 1984/85 | Dan Hodgson          | Prince Albert Raiders        | WHL            |
| 1983/84 | Mario Lemieux        | Voisins de Laval             | QMJHL          |
| 1982/83 | Pat LaFontaine       | Junior de Verdun             | QMJHL          |
| 1981/82 | Dave Simpson         | London Knights               | OHL            |
| 1980/81 | Dale Hawerchuk       | Cornwall Royals              | QMJHL          |
| 1979/80 | Doug Wickenheiser    | Regina Pats                  | WHL            |
| 1978/79 | Pierre Lacroix       | Draveurs de Trois-Rivières   | QMJHL          |
| 1977/78 | Bobby Smith          | Ottawa 67’s                  | OHL            |
| 1976/77 | Dale McCourt         | St. Catharines Fincups       | OHL            |
| 1975/76 | Peter John Lee       | Ottawa 67’s                  | OHL            |
| 1974/75 | Ed Staniowski        | Regina Pats                  | WHL            |